# Santa Elena (Jaén)
Santa Elena è un comune spagnolo di 1 021 abitanti situato nella comunità autonoma dell'Andalusia.